# ホムロ・カブラウ・ペレイラ・ピント
ホムロ・カブラウ・ペレイラ・ピント（ポルトガル語: Rômulo Cabral Pereira Pinto, 1991年11月2日 - ）は、ブラジル・リオデジャネイロ出身のサッカー選手。ポジションはFW。なお、Rômuloの発音はホムル（ブラジルポルトガル語発音: [ˈʁõmulu]）に近い。

## 来歴
リオデジャネイロで生まれ、地元のボタフォゴFRの下部組織を経てフリブルゲンセでプロデビューした。
2016年3月、57万クローナの移籍金でスウェーデン・アルスヴェンスカンのハンマルビーIFに加入し、2年契約を結んだ。
2018年、タイ・リーグ1のスパンブリーFCに移籍し、リーグ戦31試合に出場して10ゴールを記録した。2019年はタイ・リーグ2に降格したBGパトゥム・ユナイテッドFCに期限付き移籍してプレーした。
2020年2月1日、SC相模原に移籍。加入初年度ながらチームトップの13ゴールを決め、クラブ史上初となるJ2昇格に大きく貢献した。
2021年5月6日、家族の問題により両者合意のもと相模原を退団した。
2021年5月26日、セリエC 2021シーズン終了までの契約でヴォルタ・レドンダFCに加入。

## 個人成績
| 国内大会個人成績 | 国内大会個人成績 | 国内大会個人成績 | 国内大会個人成績 | 国内大会個人成績 | 国内大会個人成績 | 国内大会個人成績 | 国内大会個人成績 | 国内大会個人成績 | 国内大会個人成績 | 国内大会個人成績 | 国内大会個人成績 |
| 年度             | クラブ           | 背番号           | リーグ           | リーグ戦         | リーグ戦         | リーグ杯         | リーグ杯         | オープン杯       | オープン杯       | 期間通算         | 期間通算         |
| 年度             | クラブ           | 背番号           | リーグ           | 出場             | 得点             | 出場             | 得点             | 出場             | 得点             | 出場             | 得点             |
| 日本             | 日本             | 日本             | 日本             | リーグ戦         | リーグ戦         | リーグ杯         | リーグ杯         | 天皇杯           | 天皇杯           | 期間通算         | 期間通算         |
| ---------------- | ---------------- | ---------------- | ---------------- | ---------------- | ---------------- | ---------------- | ---------------- | ---------------- | ---------------- | ---------------- | ---------------- |
| 2020             | 相模原           | 10               | J3               | 30               | 13               | -                | -                | -                | -                | 30               | 13               |
| 2021             | 相模原           | 10               | J2               | 9                | 0                | -                | -                | -                | -                | 9                | 0                |
| 通算             | 日本             | 日本             | J2               | 9                | 0                | -                | -                | -                | -                | 9                | 0                |
| 通算             | 日本             | 日本             | J3               | 30               | 13               | -                | -                | -                | -                | 30               | 13               |
| 総通算           | 総通算           | 総通算           | 総通算           | 39               | 13               | 0                | 0                | 0                | 0                | 39               | 13               |

- Jリーグ初出場 - 2020年6月27日 J3第1節 vsY.S.C.C.横浜（ギオンス）
- Jリーグ初得点 - 2020年7月4日 J3第2節 vs藤枝MYFC（藤枝サ）